# Made in Japan 2000
Albums de Deep Purple
Live At The Royal Albert Hall
(2000) Live at the Rotterdam Ahoy
(2001)
Made In Japan 2000 est un bootleg officiel du groupe de rock britannique Deep Purple, enregistré à Osaka, le 1er avril 2000 pendant la tournée promotionnelle de Abandon. Il est disponible dans le coffret The Bootleg Series 1984-2000 (voir le site The Deep Purple Appreciation Society).

## Liste des titres

### Disc 1
1. "Woman From Tokyo" (Blackmore, Gillan, Glover, Lord, Paice) — 6 min 33 s
2. "Fireball" (Blackmore, Gillan, Glover, Lord, Paice) — 3 min 20 s
3. "Into The Fire" (Blackmore, Gillan, Glover, Lord, Paice) — 3 min 57 s
4. "Sometimes I Feel Like Screaming" (Gillan, Glover, Lord, Morse, Paice) — 7 min 19 s
5. "'69" (Gillan, Glover, Lord, Morse, Paice) — 8 min 34 s
  - "The Mule" (Blackmore, Gillan, Glover, Lord, Paice)
  - "Paint It Black" (Jagger, Richards)
6. "Smoke On The Water" (Blackmore, Gillan, Glover, Lord, Paice) — 8 min 55 s
7. "Fools" (Blackmore, Gillan, Glover, Lord, Paice) — 10 min 41 s
8. "Black Night" (Blackmore, Gillan, Glover, Lord, Paice) — 7 min 27 s
9. "Watching The Sky" (Gillan, Glover, Lord, Morse, Paice) — 5 min 10 s

### Disc 2
1. "Steve Morse Guitar Solo" (Morse) — 7 min 16 s
  - "Cascades" (Gillan, Glover, Lord, Morse, Paice)
2. "Any Fule Kno That" (Gillan, Glover, Lord, Morse, Paice) — 5 min 07 s
3. "Jon Lord Solo" (Lord) — 2 min 33 s
4. "Perfect Strangers" (Blackmore, Gillan, Glover) — 6 min 52 s
5. "When A Blind Man Cries" (Blackmore, Gillan, Glover, Lord, Paice) — 6 min 47 s
6. "Speed King" (Blackmore, Gillan, Glover, Lord, Paice) — 15 min 55 s
  - Roger Glover Bass Solo
  - Ian Paice Drum Solo
  - Rock'n'Roll Medley
7. "Lazy" (Blackmore, Gillan, Glover, Lord, Paice) — 5 min 29 s
8. "Hush" (Joe South) — 3 min 25 s
9. "Highway Star" (Blackmore, Gillan, Glover, Lord, Paice) — 7 min 40 s

## Musiciens
- Steve Morse – Guitares
- Ian Gillan – Chant
- Roger Glover — Basse
- Jon Lord — Claviers, Orgue Hammond
- Ian Paice — Batterie